# سایه‌های غم
سایه‌های غم فیلمی به کارگردانی شاپور قریب و نویسندگی قاضی ربیحاوی و شاپور قریب محصول سال ۱۳۶۶ است.
خلاصه فیلم
آذر و محمد که دخترعمو و پسرعمو هستند با هم ازدواج می‌کنند؛ والدین آن‌ها مشتاق به دیدن نوه خود هستند؛ فرزند اول و دوم زوج جوان قبل از تولد می‌میرد و آن‌ها چاره را در آن می‌بینند که برای بچه‌دار شدن متارکه کنند و هر یک با شخص دیگری ازدواج کند؛ مادر محمد دختری برای پسرش پیدا می‌کند اما آذر که خیال ازدواج ندارد دخترکی را به فرزندی می‌پذیرد که والدینش در بمباران شهر از بین رفته‌اند؛ در شب ازدواج محمد، آذر و دخترک نیز دعوت می‌شوند، دخترک ندانسته مراسم را به هم می‌زند و با حرکات بچه‌گانه خود آذر و محمد را دوباره به هم می‌رساند

## بازیگران
- جمشید مشایخی
- فرامرز صدیقی
- شهلا میربختیار
- عزت اله مقبلی
- حمیده خیرآبادی
- مهری ودادیان
- محبوبه مقبلی
- مریم مقبلی
- روح انگیز مهتدی
- توران قادری
- رضا عارفان
- خسرو قنبری
- حسین گیتی
- عباس سمیعی
- اکبر رستگار
- ابراهیم کاظم زاده